# Комаровские
Комаро́вские (Камаро́вские) — древний дворянский род, происходящий от одного из польских родов Komorowski и Римской империи графский род.
В Польше имеется шесть фамилий имени Комаровских:
1. Комаровские, герба Доленга. Из этой фамилии Самуил Комаровский († 1659), литовский обозный, был храбрым воином. Брат его Илья — убит под Митавою († 1659).
2. Комаровские, герба Корчак. Из них Адам Комаровский был архиепископом гнезненским и примасом Польши († 1759). Кастеляне Иосиф и Пётр возведены императором Францем II в графское достоинство королевства Галицийского (1793). Потомки этой фамилии состоят в подданстве Австрии.
3. Комаровские, герба Наленч.
4. Комаровские, герба Остоя.
5. Комаровские, герба Роля.
6. Комаровские, герба Цыолек.

Из них: Андрей Комаровский мечник коронный. Сын его Андрей, кавалер ордена Белого орла. Стефан, великий подстолий коронный и кавалер ордена Белого орла, посол в Рим и Царьград, в обоих посольствах на собственном иждивении. Яков, великий региментарий коронный, кавалер ордена Белого орла. Ян, кастелян бельзский и кавалер ордена Белого орла († 1796). Эрасм, генерал польских войск и кавалер ордена Белого орла, возведён императором Францем I в графское достоинство королевства Галицкого (1817).
В Гербовник Царства Польского внесены три фамилии Коморовских:
1. Графы Коморовские, герба Корчак. Старинный дворянский род из Липтовы и Оравы-Комаровских, возведённых (1469) в графское достоинство королём венгерским и чешским — Матвеем. Вскоре род переселился в Польшу, где некоторые из членов рода занимали высшие должности. Игнатий и Куприян Коморовские утверждены (1803) в графское достоинство императором римским, королём Галиции и Лодомерии Францем II с сохранением старинного их герба Корчак и с украшением его знаками графского достоинства.
2. Коморовские, герба Божаволя, из которых Адам из Коморова-Коморовский был ловчим земли Буской (ранее 1694).
3. Коморовские, герба Цёлек, в прежнем Сандомирском воеводстве оседлые. Из них Станислав, подчаший подольский, призван на сейм (1694) собственноручным письмом короля Яна III Собеского.

Примечание: произведённые выписки из гербовников не согласуются между собой. В российском гербовнике и родословнике князя Долгорукова говорится о Комаровских. В польском же гербовнике, и у Клингспора о Коморовских. Неизвестно принадлежат ли Комаровские и Коморовские к одному роду или составляют отдельные фамилии.
Род Комаровских был внесён в V и VI части родословной книги Новгородской и Вологодской губерний.
Есть также старшинский украинский род — потомство Ивана Комаровского, священника (XVIII в.), из которого вышел епископ Ираклий (Комаровский).

## Происхождение и история рода
Павел Прокофьевич Комаровский родоначальник российской ветви рода, переселился в Россию, за ним были записаны поместья в Новгородском уезде (1626). Его потомок (V колено), Евграф Федотович пожалован графом Римской империи.

## Графы Комаровские
- Евграф Федотович Комаровский (1769—1843) за участие в Итальянском и Швейцарском походах императором Францем II был возведён (7 (19) мая 1803) в графское достоинство Священной Римской империи. Император российский Александр I позволил (18 июня 1803) принять пожалованное ему от римского императора графское достоинство (в графском достоинстве Российской империи род не утверждён)[1].
  - Егор Евграфович (28 май 1803 — 7 октябрь 1875)
    - Анна Егоровна (1832—1906) — фрейлина великой княгини Александры Иосифовны
    - Евграф Егорович (1832—1871)
    - Владимир Егорович (1835—1886) — полковник, адъютант великого князя Константина Николаевича; поэт
      - Георгий Владимирович Комаровский (1865—1920)
      - Виктор Владимирович Комаровский (1866—1934) — вице-губернатор Вятской губернии.

    - Дмитрий Егорович (1837—1901) — генерал от инфантерии, командир корпуса
      - Ксения Дмитриевна (Обухова) (1891—1939) — жена Н. Б. Обухова
      - Георгий Дмитриевич (1899—1918)

    - Алексей Егорович (1841—1897) — действительный статский советник, шталмейстер Императорского двора, хранитель Оружейной палаты; художник-любитель
      - Василий Алексеевич (1881—1914) — поэт «Серебряного века»
      - Юрий Алексеевич (1882—1914)
      - Владимир Алексеевич (1883—1937) — художник-иконописец[2]

    - Николай Егорович (1845 — 8 августа 1909) — цензор Комитета иностранной цензуры, член Совета «Союза русского народа», публицист, мемуарист[3]

  - Анна Евграфовна (Шипова) (30 март 1806 — 3 март 1872) — фрейлина; жена С. П. Шипова
  - София Евграфовна (Комовская) (1811—1858) — жена С. Д. Комовского
  - Павел Евграфович (1812—1873)
    - Евграф Павлович (4 ноябрь 1841—1875)
      - Павел Евграфович (1869—1907)Портрет графа Павла Евграфовича Комаровского (1869—1907)

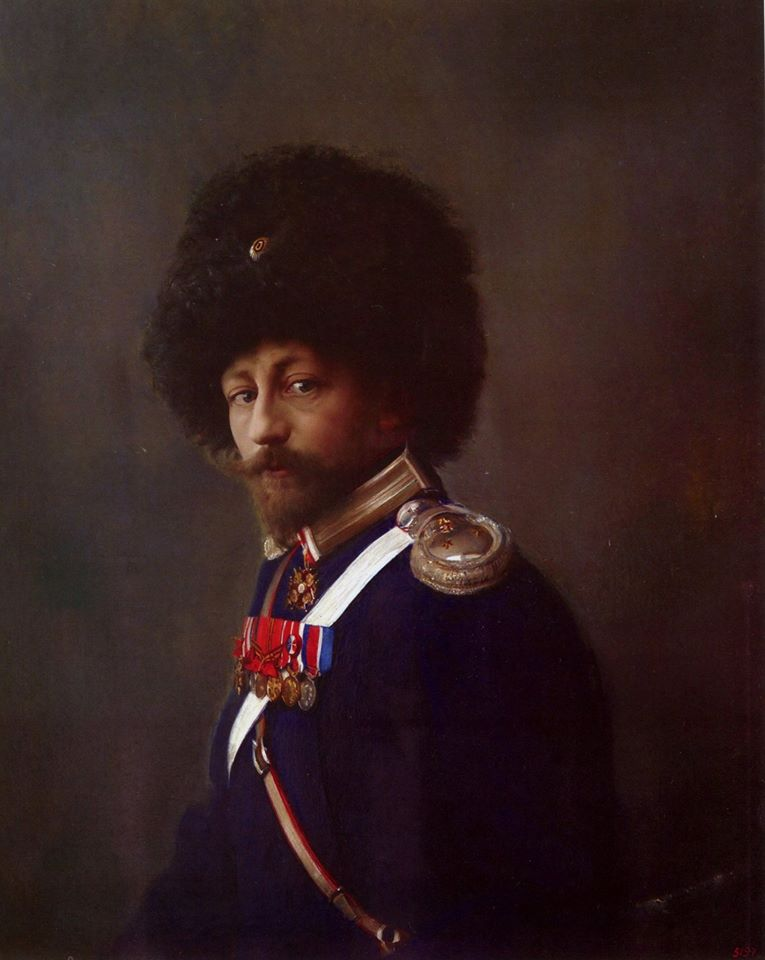
Портрет графа Павла Евграфовича Комаровского (1869—1907)

        - Евграф Павлович (1898—1940)

      - Анна Евграфовна (Горчакова) (1873—1918) — 1-й муж: С. В. Горчаков, 2-й муж: С. Д. Горчаков

    - Екатерина Павловна (Ламздорф) (1845—1916)

  - Алексей Евграфович (1820—1895)
    - Леонид Алексеевич Камаровский (1846—1912) — профессор Московского университета
      - Екатерина Леонидовна Камаровская (1878—1965)[4]

    - Ипполит Алексеевич (1849—1879)

Кровно и по родству Комаровские связаны с Веневитиновыми. Софья Владимировна, жена Егора Евграфовича Комаровского, — сестра поэта Дмитрия Веневитинова.

## Описание герба
В щите голубого цвета изображён золотой хлебный сноп и над ним того же металла пчела, летящая в правую сторону. Большой щит покрыт графской короной, на которой поставлен златокоронованный шлем с тремя страусовыми перьями, из которых крайние два — голубые, а среднее — золотое. Намёт на щите голубой, подложенный золотом. Щитодержатели: два воина в латах, имеющие при бедре шпагу, а в руках по одному копью. Девиз: «gratitudo pro munificentia».
Герб внесён в Общий гербовник дворянских родов Российской империи, часть 7, 1-е отд., стр. 132.